# Indenização
O termo indenização (português brasileiro) ou indemnização (português europeu) refere-se à compensação devida a alguém de maneira a anular ou reduzir um dano, geralmente, de natureza moral ou material, originado por incumprimento total, ou cumprimento deficiente de uma obrigação, ou através da violação de um direito absoluto, como por exemplo, a compensação devida pela denúncia de um contrato ou pela prática de um crime. É também o nome dado à importância paga por uma seguradora ao segurado em caso de sinistro.
A indenização tem previsão no Código Civil Brasileiro de 2002, em seu artigo 944, que diz "A indenização mede-se pela extensão do dano." Há ainda que se analisar a relação entre a culpa do agente e o dano causado. Se houver grande desproporção entre ambos, a indenização será reduzida equitativamente. Ela pode ser, eminentemente por dano moral e/ou por dano material.

## Regra Geral e Situações Especiais
Conforme o art. 5º, XXIV, da Constituição Federal de 1988, o procedimento desapropriatório será estabelecido mediante indenização prévia, justa e em dinheiro, tanto nos casos de desapropriação por necessidade ou utilidade pública, quanto nos casos de desapropriação por interesse social, ressalvadas as previsões constitucionais em sentido diverso. Vale acentuar que a indenização possui traços de cunho contraprestacional, pela perda do bem imposta ao indivíduo, em troca do benefício de toda coletividade. Dessa forma, se todo o corpo social será beneficiado da situação a qual autorizou a perda do bem, nada mais correto e isonômico que esta mesma coletividade – representada pelo Estado – indenize o particular pela perda sofrida. 
A indenização é prévia porque deve ser ultimada anteriormente à transferência efetiva do bem, é justa porque deve corresponder ao valor real e atual do bem expropriado, além de danos emergentes da perda da propriedade, assim como os lucros cessantes devidamente comprovados, sempre acrescidos de correção monetária a partir da avaliação do bem, de maneira a obstar que a corrosão da moeda implique em perdas indevidas ao particular. Quando a desapropriação for efetivada através da prestação jurisdicional, a estes valores serão acrescidos de honorários advocatícios e, quando couber, juros moratórios e compensatórios. 
Ainda no que se refere ao valor de mercado do bem, cumpre-se observar para a atualidade da avaliação, sendo de igual forma considerados quaisquer aspectos intrínsecos, tais como, por exemplo, valor histórico ou artístico do bem. 
O ilustre jurista Celso Antonio Bandeira de Melo leciona que a indenização justa "é aquela que corresponde real e efetivamente ao valor do bem expropriado, ou seja, aquela cuja importância deixe o expropriado absolutamente indene, sem prejuízo algum em seu patrimônio. Indenização justa é a que consubstancia em importância que habilita o proprietário a adquirir outro bem perfeitamente equivalente e o exime de qualquer detrimento." 
Via de regra, a indenização será dividida em duas parcelas, sendo a primeira depositada judicialmente ao tempo da imissão provisória da posse do bem, enquanto a segunda visa complementar o pagamento conforme o valor fixado na sentença. A primeira parcela poderá ser paga por alvará judicial, ao passo que a segunda será paga somente mediante ação de execução, observado o sistema dos precatórios judiciais.
Quando ocorre divergência entre a área registrada e área real do imóvel a jurisprudência do STJ se firmou no sentido de que a indenização será calculada somente sobre o espaço constante do registro. A seu turno, caso o imóvel objeto da desapropriação possua área dotada de cobertura vegetal, está deverá ser indenizada com base no valor específico, distinto do valor atribuído a terra nua. Ambas as matérias foram tratadas pelo STJ no REsp 1075293/MT, ilustrando: "(...)É uníssona a jurisprudência deste Superior Tribunal de que o pagamento da indenização em desapropriação direta restringe-se à área registrada constante do decreto expropriatório, incumbindo à parte o ingresso em via ordinária própria para a apuração de eventual esbulho de área excedente. (...) Quanto à indenização da cobertura vegetal, ela deve ser calculada separadamente do valor da terra nua, quando comprovada a exploração econômica dos recursos vegetais (...)" 
Cumpre ainda ventilar acerca da hipótese na qual o proprietário do bem possua débitos com a fazenda pública decorrentes débitos fiscais ou multas em virtude do inadimplemento de obrigações fiscais e acessórias, desde que estes valores já estejam inscritos e ajuizados, admite-se a dedução do quantum indenizatório para o pagamento das dívidas. 
Já nos casos de desapropriação-sanção, instituto surgido para garantir a função social da propriedade, sancionando o proprietário que descumpra esse princípio constitucional, podem ser encontradas exceções em relação à regra geral:
No que se refere à desapropriação para fins de reforma agrária, prevista no art. 184 da Constituição Federal de 1988, a indenização não será paga em dinheiro, mas em títulos da dívida agrária, resgatáveis em até vinte anos contados a partir do segundo ano de sua emissão, resguardada a preservação do valor real.
Quanto à desapropriação para fins urbanísticos, prevista no art. 182, § 4º, III, da Constituição Federal de 1988, o pagamento será feito em títulos da dívida pública, resgatáveis em até dez anos, em parcelas iguais e sucessivas, resguardados o valor real e os juros legais.
Já no caso de desapropriação confiscatória, prevista no art. 243 da Constituição Federal de 1988, aplicável às propriedades rurais e urbanas utilizadas para cultura ilegal de plantas psicotrópicas ou exploração de trabalho escravo, não há indenização ao expropriado.

## Enfiteuse, Jazidas e Direito de Superfície

### Enfiteuse
A enfiteuse constitui um antiquíssimo instituto jurídico. Sua definição constava do art. 678 do CC/1916, segundo o qual “Dá-se a enfiteuse, aforamento, ou emprazamento, quando por ato entre vivos, ou de última vontade, o proprietário atribui a outro o domínio útil do imóvel, pagando a pessoa, que o adquire, e assim se constitui enfiteuta, ao senhorio direto uma pensão, ou foro, anual, certo e invariável”. A codificação anterior tratava a enfiteuse como direito real de gozo ou fruição.
Enfiteuse poderia ser definida, de acordo com José dos Santos Carvalho Filho, como o desmembramento da propriedade, em que o senhorio direto conferia ao enfiteuta ou foreiro, o direito real consistente no domínio útil do imóvel, mediante o pagamento de uma importância anual denominada de foro, cânon ou pensão. Se o enfiteuta quisesse transferir o domínio útil a terceiro, deveria pagar ao senhorio direto uma importância, denominada laudêmio, que era fixada no percentual de 2,5% do valor da alienação. A lei civil estabelecia que a enfiteuse poderia extinguir-se pelo resgate; nesse caso, o enfiteuta deveria pagar ao senhorio direto o valor de um laudêmio e dez foros anuais.
Na realidade brasileira, a enfiteuse recaía sobre áreas do interesse nacional, caso de terras de marinha, hipótese que ainda subsiste; sobre aldeias indígenas (caso de Alphaville, na Grande São Paulo) e em outras áreas específicas, caso da enfiteuse em favor da família real, na cidade de Petrópolis, Rio de Janeiro. A partir da segunda metade do século XX, a enfiteuse perdeu sua utilidade prática, passando a ser vista como um instituto velho e superado pelos civilistas.
Diante dessa realidade, o Código Civil de 2002 retirou a sua menção do rol dos direitos reais, não havendo tratamento específico na atual codificação a respeito de enfiteuses sobre bens particulares. Mais do que isso, proíbe-se a constituição de novas enfiteuses e subenfiteuses, na linha de críticas doutrinárias que eram feitas à categoria, como disposto no art. 2.038 do CC.
A Câmara Legislativa chegou a analisar o Projeto de Lei 4644/12, da deputada Bruna Furlan (PSDB-SP), que extingue as enfiteuses criadas antes do Código Civil (Lei 10.406/02), todavia, acabou sendo arquivado o processo e o art.2.038 do Código Civil manteve sua redação inalterada.
Acerca da indenização devida ao senhorio direto de imóvel objeto de desapropriação e sujeito ao regime de enfiteuse, no julgamento do REsp 764.376-RJ, Rel. Min. Humberto Martins, julgado em 26/5/2009, o STJ adotou o entendimento de que o valor indenizatório referente ao domínio direto está regulado pelo art. 103, § 2º, do DL n. 9.760/1946, com a redação conferida pela Lei n. 9.636/1998, e não mais pelo art. 693 do CC/1916, quando o senhorio direto for ente público. Para corroborar o entendimento firmado, tem-se os seguintes julgados como precedentes: REsp 875.530-RN, DJe 27/11/2008; REsp 934.824-RJ, DJe 15/5/2008; REsp 911.020-RJ, DJ 8/10/2007, e REsp 775.488-RJ, DJ 15/5/2006. A matéria ensejou a publicação do informativo de jurisprudência nº 396 do STJ.

### Jazidas
O Código de Minas (Decreto-lei 1.985/1940) define as jazidas como sendo toda massa de substância mineral, ou fóssil, existente no interior ou na superfície da terra e que apresente valor para a indústria. Já as minas são tidas como as jazidas em lavra. Pela mesma norma, entende-se por lavra o conjunto de operações necessárias à extração industrial de substâncias minerais ou fósseis da jazida.
Tais bens são considerados bens da União, por dicção do art. 176, caput, da Constituição da República, cuja transcrição é importante: “As jazidas, em lavra ou não, e demais recursos minerais e os potenciais de energia hidráulica constituem propriedade distinta da do solo, para efeito de exploração ou aproveitamento, e pertencem à União, garantida ao concessionário a propriedade do produto da lavra".
A questão das jazidas é disciplinada, no plano infraconstitucional, pelo Decreto-lei 227/1967 (Código de Mineração). O art.14 da norma trata da pesquisa mineral, que vem a ser a execução dos trabalhos necessários à definição da jazida, sua avaliação e a determinação da exequibilidade do seu aproveitamento econômico. No campo prático, ocorrendo essa pesquisa mineral, determina a Súmula 238 do STJ que a avaliação da indenização devida ao proprietário do solo, em razão de alvará de pesquisa mineral, é processada no Juízo Estadual da situação do imóvel.

### Direito de superfície
Com origem no Direito Romano, o direito de superfície passou a ser regido pelo Código Civil de 2002 entre os seus arts.1.369 a 1.377, sendo certo que já havia previsão no Estatuto da Cidade a respeito da categoria (arts. 21 a 24 da Lei10.257/2001). Na atual codificação material privada, o direito real de superfície surgiu para substituir a enfiteuse, banida pela nova codificação, nos termos do art. 2.038 do CC/2002. A superfície é o instituto real pelo qual o proprietário concede a outrem, por tempo determinado ou indeterminado, gratuita ou onerosamente, o direito de construir ou plantar em seu terreno. Tal direito real de gozo ou fruição recai sempre sobre bens imóveis, mediante escritura pública, devidamente registrada no Cartório de Registro de Imóveis. Essa é a ideia constante do art.1.369 do CC/2002.
Relativo à indenização no direito de superfície, prescreve o artigo 1.376 do Código Civil: “no caso de extinção do direito de superfície em consequência de desapropriação, a indenização cabe ao proprietário e ao superficiário, no valor correspondente ao direito real de cada um”. Na hipótese de as obras e benfeitorias pertencerem apenas ao superficiário, a indenização lhe caberá integralmente.

## Juros Moratórios e Compensatórios
Os juros moratórios são aqueles devidos pelo expropriante em decorrência da demora no pagamento da indenização, qualificado como mora. Quanto à base de incidência, eles devem ser calculados sobre o valor da indenização fixado na sentença, corrigido monetariamente. O termo a quo de contagem foi fixado pela Medida Provisória nº 2.183-56, de 24.08.2001, que introduziu o art. 15-B no Decreto-lei nº 3.365/1941, estabelecendo que tais juros serão devidos “à razão de até seis por cento ao ano, e a partir de 1º de janeiro do exercício seguinte àquele em que o pagamento deveria ser feito, nos termos do art. 100 da Constituição”. Examinando a controvérsia gerada em torno desse preceito legal, o Supremo Tribunal Federal definiu a questão em favor do Estado (Súmula Vinculante nº 17), esclarecendo que: (a) sendo o precatório apresentado até 1º de julho, não haverá juros de mora até 31 de dezembro do exercício seguinte; (b) se o for após 1º de julho, não incidirão esses juros até 31 de dezembro do segundo exercício subsequente.
Contudo, como contido na RE nº 579.431, decide o STF por meio desta, com repercussão geral, que “incidem os juros de mora no período compreendido entre a data da realização dos cálculos e da requisição ou do precatório” (Rel. Min. Marco Aurélio).  A anteriormente citada súmula 17, por meio desta, foi posta como inaplicável, tendo como fundamentação o §12 do art. 100 da Constituição, sendo este introduzido pela Emenda Constitucional nº 62/09, que bem explicitou a incidência de juros moratórios “no mesmo percentual de juros incidentes sobre a caderneta de poupança”.
Porém, essa forma de contagem dos juros só alcança as pessoas de direito público sujeitas ao sistema de precatórios judiciais, restando prejudicada a Súmula 70 do STJ em relação à desapropriação direta levada a efeito por pessoa de direito público. No que se refere às pessoas de direito privado habilitadas a propor ação de desapropriação, o termo inicial será o trânsito em julgado da sentença (STJ, Resp 1.306.397, Min. Ari Pargendler, em 21.11.2013).
Os juros moratórios não se confundem com os juros compensatórios, porque aqueles são um modo de compensação ao expropriado pela perda antecipada da posse, enquanto esses são consequência da demora do pagamento pela desapropriação.
Como dito, os juros compensatórios são devidos pelo expropriante a título de compensação pela ocorrência de imissão provisória e antecipada na posse do bem, adequados quando houver diferença entre o preço ofertado em juízo pelo Estado e o valor do bem, fixado na sentença, nos casos de desapropriação. Como geralmente essas ações demoram muito tempo para serem julgadas, os juros compensam o proprietário do bem pelas perdas financeiras no tempo em que que ficou sem o imóvel. Quanto ao percentual de juros, o STF pacificou a questão – ADI (MC) 2.332 –, estabelecendo que: (a) antes da MP nº 1.577 (11.06.1997): juros de 12%; (b) entre 12.06.1997 e a decisão do STF (13.09.2001): juros de 6%; (c) a partir dessa decisão: juros de 12% ao ano. E ainda, quanto à base de cálculo, deve-se considerar a diferença entre o valor correspondente a 80% do preço ofertado e o valor fixado na sentença.
Porém, em recente decisão do STF restabeleceu-se os juros compensatórios à taxa de 6% ao ano, condicionando ainda sua ocorrência à comprovação da perda efetiva do rendimento sofrida pelo proprietário que teve o imóvel desapropriado, não sendo devidos juros quando o imóvel não estava sendo utilizado. Em julgamento da Ação Direta de Inconstitucionalidade (ADI 2332, Rel. Min. Roberto Barroso), realizada no dia 17 de maio de 2018, os ministros afirmaram que a taxa poderia ser reduzida, já que a situação econômica do país está mais favorável e com a inflação sob controle.
Por fim, os juros compensatórios são destinados a compensar o expropriado pela perda antecipada do imóvel, não havendo, portanto, natureza remuneratória, inexistindo qualquer óbice a que sejam cumulados com os juros moratórios, que, diversamente, servem para ressarcir a demora no pagamento da indenização. Portando, visualizando o contido na Medida Provisória n. 1.577/1997 e o advento do art. 100, §12, da Constituição da República pela Emenda Constitucional n. 62/2009, percebe-se o afastamento da possibilidade de cumulação dos juros compensatórios e moratórios nas ações de desapropriação. 

## Atualização Monetária e Honorários
Dada a importância do procedimento da desapropriação cumpre ventilar mais profundamente acerca da atualização monetária e dos honorários advocatícios nos casos em que couberem.
Acerca da atualização monetária a ideia do legislador ao estabelecê-la foi justamente para atender o requisito da justa indenização. É de conhecimento comum que o valor do dinheiro varia no com o passar do tempo de acordo com fenômenos da economia como a inflação. Dessa maneira, deve ser calculada desde o momento da avaliação efetivada pelo perito designado, como forma de ser evitar o decrescimento do valor pago.
A dicção da Constituição Federal garante o direito à correção a partir do trânsito em julgado da sentença, o que não opõe óbice a incidência deste índice anteriormente a este termo inicial. É cediço que, por consequência lógica, a correção incidirá sobre o valor que não fora levantado pelo particular, sendo que o artigo 100, § 12 da Lei Maior estabelece que na correção seja adotado o índice oficial de remuneração utilizado para a caderneta de poupança. 
Ademais, ao tratar do tema o STF na ADI 4425 (Rel. Min. Ayres Britto) entendeu pela inconstitucionalidade do dispositivo inserido mediante Emenda Constitucional, no que concerne à expressão "índice oficial de remuneração básica utilizado para a caderneta de poupança"  uma vez que como restou elucidado que o referido índice não seria suficiente para recompor o déficit inflacionário. Sendo assim, portanto a correção necessita ser balizada por índices oficiais que traduzam a inflação de um período, tão somente não sendo suficiente a aplicação de indicadores da caderneta de poupança. 
No que concerne aos honorário advocatício [en] é pacífico que o trabalho de um bom causídico é de suma importância para o deslinde adequado da prestação jurisdicional. Assim, a verba honorária a ser paga pela parte sucumbente na ação de desapropriação deverão incidir sobre o valor fixado na sentença descontado o valor depositado pelo Estado para fins de imissão provisória na posse.
Em se tratando de ação de desapropriação, regras gerais da lei processual não são aplicáveis.Á vista disso, verifica-se contraste das demais ações, uma vez que nestas o valor a ser pago a título de honorários incidem sobre o valor total da condenação. Outra particularidade que merece menção é que o Código de Processo Civil prevê a possibilidade de percentual de até 20% sobre o valor da condenação, ao passo que em se tratando das desapropriações varia entre 0.5% e 5%. 
Ademais, tratando sobre o tema de honorários advocatícios nas ações de desapropriação os Tribunais Superiores editaram as seguintes Sumulas 617 do STF "A base de cálculo dos honorários de advogado em desapropriação é a diferença entre a oferta e a indenização, corrigidas ambas monetariamente." e 306 do STJ "Os honorários advocatícios devem ser compensados quando houver sucumbência recíproca, assegurado o direito autônomo do advogado à execução do saldo sem excluir a legitimidade da própria parte."

## Direitos de terceiros
O Decreto-Lei nº 3.365, de 1941, dispõe acerca das desapropriações por utilidade pública. No art. 31 desta lei está prescrito que "ficam subrogados no preço quaisquer ônus ou direitos que recaiam sobre o bem expropriado". No que é pertinente a isso, José dos Santos Carvalho Filho elucida que a "sub-rogação é instituto que indica modificação da natureza do direito, vale dizer, o direito de terceiro, no caso, fica substituído pelo direito pecuniário decorrente da indenização.” Ficando evidente, então que aquele expropriante apresenta a simples função de pagar a indenização, ficando a cargo dos interessados pleitear seus direitos. 
Nesse teor, vislumbram-se três situações nas quais, ante a desapropriação por utilidade pública, exsurge direito de terceiro interessado, o qual, via de regra, deverá exigir sua respectiva parcela de direito quando do pagamento da indenização. É o caso do credor hipotecário ou pignoratício, do usufrutuário e do locatário. 
Em primeiro plano, quanto ao credor hipotecário ou pignoratício, aduz-se que depositado o valor da indenização devida em virtude da expropriação, opera-se automaticamente a sub-rogação do direito do expropriado sobre o "quantum" necessário ao pagamento da hipoteca ou penhor, incidente no valor total da indenização.
Por outro lado, questão ainda controvertida é caso do usufrutuário. Por se tratar de direito real, constante no rol do art. 1225 do Código Civil, o usufruto não se encerra com o ato expropriatório, havendo entendimento no sentido de que o proprietário percebe a indenização, enquanto o usufrutuário aqueles rendimentos provenientes dela. Em sentido diverso, porém, há aqueles que afirmam ser o mais correto a aquisição de um bem semelhante ao expropriado, que permita a transição, àquele que usufrui, dos seus direitos prejudicados. Afirma, José dos Santos Carvalho Filho, em posição divergente das anteriores, que a melhor solução seria se, após recebida a indenização, o usufrutuário recebesse um "quantum" compensatório pela desapropriação do bem.
Na continuidade, outro sujeito interessado é o locatário. Tendo em vista que não há de se falar em direito real na locação, o locatário não se sub-roga no direito do expropriado. Ademais, é de consenso doutrinário e jurisprudencial que a expropriação resolve o contrato de locação. Contudo, em sendo capaz de provar que teve prejuízos com a resolução do contrato, o locatário tem direito à reparação dos danos enfrentados, os quais são exigíveis ao expropriante; o que encontra guarida constitucional haja vista a responsabilidade objetiva do Estado, prevista no art. 37, § 6°, da Constituição.
Em conformidade com o exposto, sabe-se que na hipótese de reparação dos danos suportados pelo locatário no caso de expropriação, maior incidência há nas locações comerciais, nas quais é constituído fundo de comércio, possuindo este valor patrimonial inerente que será prejudicado com a resolução do contrato. Nisso é que o locatário poderá ser indenizado quando da expropriação deste bem, movendo ação própria para esse fim perante o expropriante e não ao locador.
Cite-se o entendimento adotado no julgamento do REsp 1395221, segundo o qual, “(...) O valor a ser pago na desapropriação deve corresponder real e efetivamente ao do bem expropriado, de modo a garantir a justa indenização prevista no art. 5º, XXIV, da CF/88, motivo pelo qual deve ser incluída a quantia correspondente ao fundo de comércio. Distinta é a hipótese em que a indenização pela perda do fundo de comércio é pleiteada por terceiro, locatário do imóvel expropriado, exigindo-se o ajuizamento de ação própria destinada à busca desse direito. A indenização pela perda do fundo de comércio, apesar de devida, deverá ser apurada pela via própria, sujeitando-se o pagamento respectivo ao regime constitucionalmente imposto às dívidas da Fazenda Pública (art. 100 da CF/88), salvo na hipótese em que o ente expropriante não detém tal prerrogativa, inexistindo previsão legal para se determinar o depósito de quantia provisoriamente apurada em laudo pericial e menos ainda para obstar a imissão na posse”. 